# هانك باركر جونيور
هانك باركر جونيور (بالإنجليزية: Hank Parker, Jr.)‏ هو سائق سباق أمريكي، ولد في 7 أكتوبر 1975 في Denver, North Carolina ‏ في الولايات المتحدة.

## وصلات خارجية
- الموقع الرسمي
- هانك باركر جونيور على موقع Racing-Reference.info (الإنجليزية)